# 동래향교
동래향교(東萊鄕校)는 부산광역시 동래구 명륜동에 있는 향교이다. 2013년 5월 8일 부산광역시 기념물 제61호로 지정되었다.

## 개요
향교는 조선시대 지방재정에 의해 설치·운영된 공립 중등학교격인 교육기관으로 성현(聖賢)을 제사 지내는 제향(祭享) 기능, 유생에게 유학을 교육하는 교학(敎學) 기능과 함께 지방의 문화향상 등 사회교화 기능도 갖고 있었다.
1392년(태조 원년)나라에서 교육진흥책을 위해 지방에 향교를 설립함에 따라 동래에도 동래향교가 설립되었다고 생각되나, 임진왜란 때 동래성 함락과 함께 불타버렸다. 1605년(선조 38) 동래부사 홍준(洪遵)이 재건한 이후 여러 차례 옮겼다가 1813년(순조 13) 현재의 위치로 옮겨 오늘에 이르고 있다.
≪경국대전(經國大典)≫의 규정에 의하면, 동래부가 되었을 때 동래향교에는 종6품의 교수 1명과 학생 70명이 있으며, 향교의 유지와 관리를 위해 학전(學田) 7결(結)이 지급되었다. 향교의 건물구조는 명륜당(明倫堂)을 중심으로 반화루(攀化樓), 동재(東齋), 서재(西齋)로 구성된 강학공간(講學空間)과 대성전(大成殿)을 중심으로 동무, 서무와 내·외삼문, 사주문으로 구성된 제향공간(祭享空間)으로 구성되어 있다.
공자(孔子) 이하 중국의 저명한 유현(儒賢) 7분과 우리나라의 유현 18분을 모시고 있는 대성전에서는 매년 음력 2월과 8월 상정일(上丁日)에 유림(儒林)들에 의해 석전대제(釋奠大祭)가 봉행되고 있다.

## 주요 문화재
문묘와 명륜당을 직선상에 배치하는 일반적인 향교 배치와는 달리 동서로 구분되어 있는 점이 특이하다. 좌측의 반화루를 들어서면 정면에 명륜당이 있고, 그 좌우 뜰에 동서 양재가 있으며, 우측의 외삼문을 들어서면 다시 내삼문이 있고, 이를 지나 대성전과 동서 양무에 이르게 된다.
대성전
임진왜란 이후 불타버린 향교를 중건할 당시 동래부사 홍준(洪遵)이 건립하였다. 1611년(광해군 3)에 조존성(趙存性)과 1685년에 유지발(柳之發)이 중수하였으며, 정면 5칸, 측면 2칸의 겹처마 맞배지붕으로 되어 있는데, 2010년 해체복원한 바 있다. 2013년 부산광역시 유형문화재 제6호로 지정.
명륜당
2013년 부산광역시 유형문화재 제128호로 지정되었으며, 정면 5칸, 측면 2칸의 겹처마에 맞배지붕으로 되어 있다.
반화루(攀化樓)
현종 6년(1665년)에 동래부사 안진(安鎭)이 건립하였다. 정면 3칸, 측면 2칸의 2층 문루(門樓)로서, 주심포양식(柱心包樣式)의 겹처마 팔작지붕으로 되어 있다.
동·서 무(廡)
인조 19년(1641년) 동래부사 정호노(鄭好怒), 1672년에 이하(李夏)가 중수하였다. 정면 3칸, 측면 1칸의 겹처마 맞배지붕이다.
동·서 재(齋)
정면 3칸, 측면 1칸의 홑처마 맞배지붕으로 되어 있다. 동재 쪽에는 역대 동래부사들이 세운 흥학비(興學碑)들이 모여 있다.
외삼문(外三門) · 내삼문(內三門)
효종 7년(1656년)에 동래부사 한진기(韓震琦)가 건립한 것으로 외삼문은 정면 3칸, 측면 2칸의 겹처마 맞배지붕 건물이며, 내삼문은 정면 3칸, 측면 1칸의 홑처마 맞배지붕으로 되어 있다. 문밖 길가에는 하마비(下馬碑)가 서있다.
좌우 협문(夾門)

## 보유
- 《동래향청고왕록》 - 부산광역시 유형문화재 98호
- 《동래향교고왕록》 - 부산광역시 유형문화재 99호

## 같이 보기
- 동래향교 명륜당 - 부산광역시의 유형문화재 제128호 (2013년 5월 8일 지정)
- 향교
- 학당
- 동인고등학교

## 참고 문헌
[동래향교지 : 대성전 상량문p445, 2009,동래향교]

## 참고 자료
- 동래향교 - 국가유산청 국가유산포털